# Tecticeps japonicus
Tecticeps japonicus är en kräftdjursart som beskrevs av Iwasa 1934. Tecticeps japonicus ingår i släktet Tecticeps och familjen Tecticipitidae. Inga underarter finns listade i Catalogue of Life.